# アルゲントラトゥムの戦い
アルゲントラトゥムの戦い（仏：Bataille d'Argentoratum, 独：Schlacht von Argentoratum）は、357年にユリアヌス率いるローマ帝国軍とクノドマル王率いるアレマンニ族との間で戦われた会戦である。アルゲントラトゥムとは現在のストラスブールであり、この会戦はストラスブールの戦いとも呼ばれる。

## 背景
357年春、前年に続いてクノドマル率いるアレマンニ族は35000人の軍勢をライン左岸に進め、ローマ帝国領ガリアに侵攻した。一方、それを迎え撃つユリアヌスは355年に従兄の正帝コンスタンティウス2世によって蛮族の蹂躙を受けていたガリアを防衛するために副帝に任命され、ガリアに赴任したばかりだった。この青年はギリシア哲学には親しんでいたが、軍事の経験はなかった。彼は軍事訓練において「おお、プラトン、プラトン、なんという難業か、哲学者にとっては!」と叫ぶほど苦労したが、「彼が修めてきた哲学的思索は、彼の心に最も崇高な教訓と最も輝かしい実例を教えていたばかりか、勇気への愛、名声への欲望、そして死への蔑視をもって彼の魂を鼓舞していた。また学園生活で教えられた節制の習慣は、厳しい軍営での規律においてははるかに不可欠な美徳だった」。
357年の時点でユリアヌスが率いていたローマ軍の兵力は13000人と、敵に比べて明らかに劣勢だった。折りしもコンスタンティウスは、アレマンニ族を壊滅させようとしてマギステル・ミリトゥムのバルバティオを25000人の軍勢と共に、イタリアからガリアへ送っていた。このため、ユリアヌスは自身の軍とバルバティオの軍でもって敵を挟撃しようと計画した。しかし、バルバティオはアレマンニ族の攻撃を受けてすぐに敗走し、ガリアを去った。このためにユリアヌスは手元のわずかな兵力だけでアレマンニ族と戦わざるを得なくなった。しかしこの時、彼は「分散状態にあるアレマンニ族軍を各個撃破するなどという面倒で不確実な作戦に出るよりは、むしろ一挙に総決戦の機を選んだのだった」。
バルバティオを破ったアレマンニ族はアルゲントラトゥムへと進軍し、両軍はライン川の西岸で遭遇した。両軍が会した時、既に日は沈みかけており、ユリアヌスは戦いを翌日に延ばして兵士の英気を養おうとしたが、将兵は即時の戦いを求めたため、それに応じた。

## 戦い
楔形隊形のアレマンニ族に対し、ローマ軍は攻撃を仕掛けた。これに対してアレマンニ族が反撃し、戦いが始まった。
歩兵からなっていたローマ軍の左翼と中央では、矢や投槍の一斉射撃で敵の隊列を崩した。そして彼らは盾の壁を作り、アレマンニ族は肩や膝、剣でこれを崩そうとした。一部のアレマンニ族はローマ軍の戦列を突破したが、後衛の第一軍団に敗れた。その一方、ユリアヌスが陣取っていた弓兵と重装騎兵からなる右翼は上級将校の死によって恐慌状態に陥り、アレマンニ族軍の軽歩兵と軽騎兵の混成軍に打ち破られた。しかし、部下に声をかけ、奮戦するユリアヌスの姿を見た将兵は踏みとどまって戦い、敵の攻撃を跳ね返した。
敗走するアレマンニ族をローマ軍はライン川まで追撃し、川を泳いで渡ろうとするアレマンニ族の無防備な背中を投擲兵器で攻撃した。この戦いで、ローマ軍はトリブヌス2人を含む243人の兵士を失ったのに対し、アレマンニ族軍は敗走の過程を含めて6000人の死者を出し、クノドマル自身が捕虜になった。クノドマルは正帝コンスタンティウスの許へと送られたが、後に死んだ。

## その後
この勝利の後も、ユリアヌスはアレマンニ族だけでなくフランク族とも戦って勝利を収め、アルゲントラトゥムの勝利の翌年にはアレマンニ族に講和条約を呑ませ、ガリアに平和をもたらした。

## 註
1. ↑  ギボン, p. 204-205
2. ↑  ギボン, p. 211